# Теорема Кантора — Гейне
Теорема Кантора — Гейне в математичному і функціональному аналізі стверджує, що функція, неперервна на компакті, рівномірно неперервна на ньому.

## Формулювання
Нехай дано два метричних простори {\displaystyle (X,\varrho _{X})} і {\displaystyle (Y,\varrho _{Y}).} Нехай також дано компактну підмножину {\displaystyle K\subset X} і визначено на ній неперервну функцію {\displaystyle f\colon K\to Y,f\in C(K).} Тоді {\displaystyle f} рівномірно неперервна на {\displaystyle K.}.
Скористаємося доведенням від супротивного.
Нехай {\displaystyle f(x)} — функція, що відповідає умовам теореми (на компакті {\displaystyle A}), але не рівномірно неперервна на ньому. Тоді існує таке {\displaystyle \varepsilon }, що для всіх {\displaystyle \delta >0} існують такі {\displaystyle x} та {\displaystyle y}, відстань між якими менше {\displaystyle \delta }, але відстань між їхніми образами не менше {\displaystyle \varepsilon }:
{\displaystyle \exists \epsilon >0\colon \quad \forall \delta >0\ \exists x_{\delta },y_{\delta }\in A\colon \quad d(x,y)<\delta ,} але {\displaystyle d(f(x),f(y))\geqslant \varepsilon .}
Візьмемо послідовність {\displaystyle \{\delta _{k}\}}, що сходяться до 0, наприклад, {\displaystyle \left\{{\frac {1}{k}}\right\}}. Побудуємо послідовності {\displaystyle x_{k}} і {\displaystyle y_{k}} так, щоб
{\displaystyle d(x_{k},y_{k})<{\frac {1}{k}}}, тоді {\displaystyle d(f(x_{k}),f(y_{k}))>\varepsilon }
{\displaystyle A} — компакт, тому можна виділити збіжні послідовності:
{\displaystyle x_{k_{j}}\to {\bar {x}}\in A,\quad y_{k_{j}}\to {\bar {y}}\in A.}
Але так як відстань між ними прагне до нуля, по лемі про вкладені відрізки вони прагнуть до однієї точки: {\displaystyle {\bar {x}}={\bar {y}}=\zeta }. І, так як {\displaystyle f} неперервна {\displaystyle f(x_{k_{j}}\to \zeta ),\quad f(y_{k_{j}}\to \zeta )\Rightarrow d(f(x_{k_{j}}),f(y_{k_{j}}))\to 0}, що суперечить припущенню, що {\displaystyle d(f(x_{k}),f(y_{k}))\geqslant \varepsilon }.

## Зауваження
- Зокрема, неперервна дійснозначна функція, визначена на відрізку, {\displaystyle f\colon [a,b]\subset \mathbb {R} \to \mathbb {R} } рівномірно неперервна на ньому.
- В умовах теореми компакт не можна замінити на довільну відкриту множину. Наприклад, функція

{\displaystyle f(x)={\frac {1}{x}},\;x\in (0,1)}
неперервна на всій області визначення, але не є рівномірно неперервною.